# 洛阳市第六中学
洛阳市第六中学是一座位于河南省洛阳市中州东路的公办初级中学，建于1904年。学校占地3万平方米，建筑面积15000平方米。

## 历史
洛阳市第六中学建于1904年，是中原最早学校之一，已有100多年历史。

## 师资
现有教职工147人，其中高级教师26人，在校生1600多人，37个教学班。

## 教学设施
学校硬件设施有教学楼、综合楼各2幢，实验楼1幢，200米环形塑胶运动场、图书馆、电子阅览室、理化生实验室、生物标本室、心理咨询室等。

## 曾获荣誉
学校曾荣获“河南省先进家长学校”、“洛阳市教育系统学校管理优秀单位”、“河南省中小学师生书法大赛优秀组织奖”、“洛阳市文明单位”、“洛阳市智慧教育示范学校”等荣誉称号。